# Iretiola Doyle
Iretiola Doyle (Estado de Ondo, 3 de mayo de 1967) es una actriz nigeriana.

## Biografía

### Inicios
Doyle nació en el Estado de Ondo y pasó un tiempo con su familia en Boston, Estados Unidos. Al regresar a Nigeria obtuvo un título en teatro en la Universidad de Jos.

### Carrera
Doyle se ha destacado en el cine, teatro y televisión nigerianas. Además ha producido, escrito guiones y presentado programas de televisión. Logró el reconocimiento a mediados de la década de 2000 al aparecer en películas como Across the Niger y Sitanda. Inició la década de 2010 protagonizado la película de acción Torn, seguida de apariciones en otras producciones como The Therapist, Fifty y The Wedding Party. Sus créditos en televisión incluyen las series Tinsel, Gidi Up y For Coloured Girls.

## Filmografía destacada

### Cine
- Across the Niger (2004)
- Sitanda (2006)
- Torn (2013)
- The Therapist (2015)
- Fifty (2015)
- The Arbitration (2016)
- The Wedding Party (2016)
- Dinner (2016)
- The Wedding Party 2 (2017)
- Merry Men (2018)[5]
- Mimi (2021)
- La libreta negra (2023)

### Televisión
- Tinsel (2008)
- For Coloured Girls (2011)
- Gidi Up (2014–presente)